# راتكو جانيف
راتكو جانيف (بالمقدونية: Ратко Jанев)‏ (30 مارس 1939 – 31 ديسمبر 2019) هو فيزيائي ذري يوغوسلافي وعضو في أكاديمية العلوم والفنون المقدونية.
كان جانيف عضواً في أكاديمية العلوم والفنون المقدونية. في عام 2004، حصل على جائزة الأبحاث من مؤسسة ألكسندر فون هومبولت عن مشروع "Modelling and Diagnostics of Fusion Edge/divertor plasma" بهدف فهم طبقة بلازما الحدودية الباردة في مفاعلات الاندماج النووي، والتي أجريت بالتعاون مع مركز الأبحاث. 